# Strandrecht
Das Strandrecht (Jus litoris, auch Jus naufragii) regelt die Rechtsverhältnisse am Strandgut und bei Schiffbruch. Zum Strandgut zählen sowohl einzelne Güter, die an den Strand getrieben werden, als auch gestrandete Schiffe, beziehungsweise deren Überreste (Wracks), und das persönliche Eigentum der Besatzung. Entsprechende Gebräuche und Rechtsnormen sind in Europa bereits aus römischer Zeit überliefert. Im Mittelalter wurden sie durch kirchliche und staatliche Normen schrittweise, mit Unterbrechungen und zunächst regional unterschiedlich aufgehoben.

## Geschichte
Nach dem schon aus römischer Zeit überlieferten Strandrecht war es den Küstenbewohnern erlaubt, den anliegenden Strand in jeder Hinsicht zu nutzen. Dies schloss auch die Aneignung des Strandguts ein. Kaiser Hadrian und Konstantin sahen offenbar Anlass, gegen Übergriffe auch durch die staatliche Obrigkeit Gesetze zu erlassen. Das Strandgut fiel dem Finder nach dem Strandrecht nur dann zu, wenn es keine Überlebenden gab, wofür die Finder mitunter auch selbst sorgten. In solchen Fällen ist aus Strandrecht Strandraub geworden. Die Küstenbewohner, oft handelte es sich um arme Fischer und Kleinbauern, sahen das Strandgut als zusätzliche Einnahme- und Versorgungsquelle an. Es kam vor, dass Schiffe absichtlich fehlgeleitet wurden, um diese Quelle weiterhin zu gewährleisten; dies geschah z. B. durch das Versetzen von Leuchtfeuern. Das kam bis ins 19. Jahrhundert an fast allen europäischen Küsten vor, so auch vor den Scilly-Inseln, vor Rügen und Amrum.
Spätestens seit Beginn des 12. Jahrhunderts sind die zahlreichen Versuche der kirchlichen und staatlichen Obrigkeit dokumentiert, das überkommene Strandrecht aufzuheben oder anzupassen. So hatte 1111 Kaiser Heinrich V. das Strandrecht gegen die Venetianer aufgehoben und sein Gegner Papst Paschalis II. schloss den, der die Güter von Schiffbrüchigen raubt, als Räuber und Brudermörder von der Kirche aus.
Im Jahr 1238 entstand ein Vertrag zwischen Hamburg, den Anwohnern der Niederelbe, den Hadelern und den Wurtsaten, der besagte, dass Schiffbrüchige nicht mehr in die Leibeigenschaft übergingen, sondern freie Menschen waren.
Durch Verordnungen, Erlasse und Gesetze wurde das überkommene Strandrecht in Europa immer weiter eingeschränkt. Dabei wurde es zunächst auf Waren gemildert, manchmal auch den Landesherren und besonders ausgewählten Städten überlassen.
Für das Deutsche Reich wurde 1874 die Hilfeleistung bei Strandung, das Sicherstellen des Strandguts, das Erfassen von Daten und die Meldung an die Behörden durch die Strandungsordnung den Strandämtern überantwortet, denen Strandvögte unterstellt waren. Demnach war das Strandgut frei vom Eingangszoll. Es war an den Empfangsberechtigten gegen Bezahlung der Bergungskosten herauszugeben. Die Höhe der Bergungskosten richtete sich nach den Bestimmungen des deutschen Handelsgesetzbuches. Die Ermittlung des Empfangsberechtigten war nach der deutschen Strandungsordnung vom 17. Mai 1874 Sache der Strandämter. War der Empfangsberechtigte auch durch das Aufgebotsverfahren nicht zu ermitteln, so wurden Gegenstände, die in Seenot vom Strand aus geborgen worden waren, desgleichen Seeauswurf und strandtriftiges Gut, dem Landesfiskus, versunkenes und seetriftiges Gut aber dem Berger überwiesen.

## Aktuelle Rechtslage

### Deutschland
1990 wurde für den Geltungsbereich deutschen Rechts die Strandungsordnung (zuletzt geändert 1986) durch Artikel 35 des Dritten Rechtsbereinigungsgesetzes vom 28. Juni 1990 (BGBl. I S. 1243) aufgehoben. Damit gilt seitdem hier auch für Strandgut ohne Einschränkung das Fundrecht. Strandgut ist nun erst dann herrenlos, kann also vom Finder rechtmäßig angeeignet werden, wenn der bisherige Eigentümer in der Absicht, auf das Eigentum zu verzichten, den Besitz der Sache aufgegeben hat (§ 959 BGB).

### Vereinigtes Königreich, Kanada, Irland
Strandgut, das an den Küsten des Vereinigten Königreichs, Kanadas oder Irlands gefunden wurde, muss dem Receiver of Wreck gemeldet werden.

## Medien
- Alfred Hitchcock drehte mit „Riff-Piraten“ (Jamaica Inn) (1939), nach einer Romanvorlage von Daphne du Maurier, einen für ihn ungewohnten „Kostüm-Film“ über eine Bande, die Schiffe mit falschen Feuerzeichen auf die Felsen lockt, um sie anschließend nach dem vermeintlichen Strandrecht auszurauben.
- 1906 verfasste Ethel Smyth eine Oper unter dem Titel The Wreckers (dt. Strandrecht).
- Enid Blyton: Fünf Freunde 14. Fünf Freunde verfolgen die Strandräuber. Bertelsmann, ISBN 3570212289
- Daphne du Maurier: Jamaica Inn. Hodder Adults Audiobooks, ISBN 1840327839 (englische Fassung)